# アーサー・クロンキスト
アーサー・クロンキスト（Arthur John Cronquist、1919年3月19日-1992年3月22日）は、アメリカ合衆国の植物学者で、キク科の専門家である。クロンキスト体系の提唱、またアメリカ合衆国北西部の3州の植物相として未だに最新のものであるFlora of the Pacific Northwestの共著者として、20世紀で最も影響力の大きい植物学者の1人と見なされている。キク科の2つの属が彼の名前に因んで名付けられている。Carphochaete属のシノニムであるCronquistia属と、時にヒヨドリバナ属の中に含められることもあるCronquistianthus属である。前者はR.M. Kingにより、後者はハロルド・ロビンソンにより名付けられた。

## 生涯
カリフォルニア州サンノゼで生まれ、オレゴン州ポートランドとアイダホ州ポカテッロで育った。両親は彼が若いころに離婚し、彼と姉は、ポカテッロのユニオン・パシフィック鉄道で働く母親に育てられた。彼はボーイスカウトアメリカ連盟の活動に熱心に参加し、野外に対する感謝の気持ちを育んでいった。大学時代は、アイダホ大学南校（現在のアイダホ州立大学）に通い、当時、Flora of Idahoを編集したRay J. Davisの下で野外植物学を学んだ。1938年に植物学の学士号を取ると、その後、1940年にユタ州立大学でバセット・マグワイアの指導の下、植物学の修士号を取った。同年、Mabel Allredと結婚した。2人の子をもうけ、ネコに愛情を注いだ。
子供の頃の事故で、彼は右腕が一部不自由であった。そのため、第二次世界大戦には従軍できなかった。その代わり、ミネソタ大学ツインシティー校のカール・ローゼンダールの下で博士課程の研究を始め、1944年に植物学のPh.D.を取得した。博士論文のテーマは、ムカシヨモギ属の分類の見直しであった。1943年、博士課程在学中に、ニューヨーク植物園でヘンリー・アラン・グリーソンが準備中であった"The New Britton & Brown Illustrated Flora"のキク科の仕事をオファーされた。1946年から1948年まで、ジョージア大学で研究を行い、その後3年間はワシントン州立大学で研究を行った。残りのキャリアを過ごすことになるニューヨーク植物園に戻る前、1951年から1952年まで、アメリカ合衆国の対外援助プログラムの一環で、ブリュッセルで研究を行った。1992年、ブリガムヤング大学でメントゼリア属の研究中に、心不全で死去した。

## 業績

### クロンキスト体系の提唱
30代半ばの頃、アドルフ・エングラーとカール・プラントルがDie Naturlichen Pflanzenfamilienの中で提唱し、19世紀末以降主流であった分類学体系の有用性に疑問を呈するようになった。もともと一般的な分類体系ではなくキク科の専門であったが、新しい分類体系の提唱に意欲を持つ同僚研究者との多くの議論を経て、1957年にこの主題に関する論文を発表し始めた。1957年の最初の論文は、双子葉植物を扱ったものであった。この研究を始めた当時は、アメリカ合衆国のロバート・ソーン（ソーン体系）、ロルフ・ダールグレン（ダールグレン体系）、ソビエト連邦のアルメン・タハタジャン等、多くの研究者が同じ目標を目指していた。彼らは各々の分類体系を提唱したが、クロンキストの体系は最も広く受け入れられた。1960年代にこのプロジェクトを進めている間、彼はタハタジャンと非常に親しくなり、両者は各々持つ全ての情報をお互い自由に使えるようにした。
ソビエト連邦が蓄積しているが、世界の他の地域にはほぼ知られていない科学文献にアクセスするため、彼はロシア語を学ぶことを決心した。また、タハタジャンやその他の植物学者に会うために何度かソビエト連邦を訪れ、生涯を通じて多くのロシア語の植物学文献を翻訳した。
クロンキストの分類に関する最初の総説論文は、1960年に出版され、その後更新、増補され、1988年に第2版としてThe Evolution and Classification of Flowering Plantsが出版された。この論文は、体系植物学の慣習の調査でもあった。1981年には、自身の転換点となる論文であるAn Integrated System of Classification of Flowering Plantsを出版した。この論文では、植物界を2つの綱に分け、さらに多くの亜綱や科に分けられ、各分類が記載、定義された。この体系は、The Jepson Manual(1993年)、 Flora of North America、Flora of China、Flora of AustraliaやもちろんグリーソンとクロンキストのManual of the Vascular Plants(1991年)等、植物相に関するいくつかの主要プロジェクトで採用された。
また彼は、数え切れないほどの生徒を指導した熱心な教師であった。彼は、植物学者、分類学者であることの証としてのロールモデルであった。彼を知る者の中には、彼のバリトンボイスは今でも魂を凍らせ、心を温め続けていると語る者もいる。

### 主な論文
- Cronquist, Arthur. (1957). Outline of a new system of families and orders of dicotyledons. Bull. Jard. Bot. Etat Brux. 27: 13–40.
- Cronquist, Arthur (October 1960). “The divisions and classes of plants”. The Botanical Review 26 (4):  425–482. doi:10.1007/BF02940572.
- Cronquist, Arthur (September 1965). “The Status of the General System of Classification of Flowering Plants”. Annals of the Missouri Botanical Garden 52 (3):  281–303. doi:10.2307/2394794. JSTOR 2394794.
- Cronquist, Arthur; Takhtajan, Armen; Zimmermann, Walter (April 1966). “On the Higher Taxa of Embryobionta”. Taxon 15 (4):  129–134. doi:10.2307/1217531. JSTOR 1217531.
- Cronquist, Arthur (1981). An integrated system of classification of flowering plants. New York: Columbia University Press. ISBN 978-0-231-03880-5
- Cronquist, Arthur (1968). The evolution and classification of flowering plants (1st ed.). London: Nelson. ISBN 9780395053461
- Cronquist, Arthur (1988). The evolution and classification of flowering plants (2nd ed.). Bronx, N.Y., USA: New York Botanical Garden. ISBN 9780893273323 (Available here at Internet Archive)